# Pio Caimmi
Pio Caimmi (Cesenatico, 15 maggio 1905 – Cesenatico, 2 aprile 1968) è stato un ciclista su strada italiano.

## Carriera
Atleta polivalente, ebbe discreti risultati fra i dilettanti, anche se il suo scarso impegno nell'allenamento gli impedirono di ottenere risultati migliori; famosa è stata la sua citazione: Una vittoria non vale la fatica spesa per conquistarla.
Passato professionista nel 1927, ebbe ottimi piazzamenti alla Milano-Sanremo, dove si piazzò 3º nel 1929 e 2º nel 1930; proprio nel 1930 ottenne il risultato più prestigioso della carriera, la vittoria al Giro di Toscana. Si ritirò dall'attività agonistica nel 1933.

## Palmarès
- 1930 (Gloria, due vittorie)

Giro di Toscana
Roma-Ascoli Piceno

## Piazzamenti

### Grandi giri
- Giro d'Italia

1931: ritirato
1932: ritirato
1933: ritirato

### Classiche monumento
- Milano-Sanremo

1929: 3º
1930: 2º
1931: 6º